# Viminella erythraea
Viminella erythraea is een zachte koraalsoort uit de familie Ellisellidae. De koraalsoort komt uit het geslacht Viminella. Viminella erythraea werd in 1914 voor het eerst wetenschappelijk beschreven door Kükenthal. 